# André Mercier (sculpteur sur bois)
Pour les articles homonymes, voir André Mercier et Mercier.
André Mercier est un ébéniste, sculpteur sur bois et doreur français, né le 3 juin 1680 à Gannat et mort le 9 avril 1763 à Saint-Rémy-en-Rollat.

## Biographie
André Mercier est le fils de Noël Mercier, ébéniste et sculpteur sur bois à Gannat avant lui, et de Gilberte Bardet.
En 1708, il épouse Antoinette Pitat (v. 1679 - 1739), fille d'un marchand de Gannat. Elle lui donne six garçons et quatre filles ; trois de ses fils, Noël (1710-1789), Paul (1713-1754) et Antoine, seront ébénistes ou sculpteurs sur bois comme leur père, de même que l'un de ses gendres, Jean Baptiste Bontemps.
Il fut premier consul de Gannat.
Il meurt à Saint-Rémy-en-Rollat, où son fils Quintien était curé.

## Œuvres
- Tabernacle pour la chapelle de l'hôpital de Gannat (1708). Ce tabernacle, aujourd'hui disparu, avait été retrouvé par Victor Vannaire dans un grenier de l'hôpital. Il en donne une description précise ; « son unique vantail est orné d'une statuette en haut relief représentant le Sauveur tenant sur ses bras l'Agneau pascal ».
- Retable de Saint-Étienne de Gannat. Achevé en 1720[3]. Panneau de la Nativité, classé MH au titre objet[4]. Panneau des apôtres au tombeau de la Vierge, classé MH au titre objet[5].

Il a, selon certains, collaboré dans sa jeunesse à la réalisation des stalles de Sainte-Croix de Gannat par son père, mais cela paraît difficile car les stalles, commandées en 1681 et 1683, ont dû être livrées dans les années qui suivent. Il est peut-être le sculpteur des portes d'entrée de l'hôpital de Gannat (vers 1725).
Des documents d'archives gardent le souvenir d'une statue de saint Jean-Baptiste, avec un agneau à ses pieds, commandée par un bourgeois de Gannat, Ribauld, pour le prix de 24 livres, et de statues de saint Sulpice et de saint Antoine, payées par le curé de Saint-Priest-en-Murat 33 livres chacune.